# La jefa
A La jefa (magyar fordításban: A főnök) egy 2025-ös amerikai telenovella, amit a Telemundo készített. Főszereplői: Fabiola Guajardo, Iván Arana, Mauricio Hénao és Azela Robinson.  A Telemundo 2025. február 18-tól 2025. július 11-ig sugározta, Magyarországon még nem vetítették. 

## Szereplők

### Főszereplők
| Színész               | Szereplő                   | Magyar hang |
| --------------------- | -------------------------- | ----------- |
| Fabiola Guajardo      | Gloria Guzman              |             |
| Iván Arana            | Eduardo Torres             |             |
| Mauricio Hénao        | Mateo Restrepo             |             |
| Azela Robinson        | Maribel Ortiz              |             |
| Andrés Almeida        | Jacinto Ortega             |             |
| Verónica Merchant     | Matilde de Guzmán          |             |
| Pepe Gámez            | Sebastián Cruz             |             |
| Yany Prado            | Yadira Castro              |             |
| José María Galeano    | Medina herceg              |             |
| Guillermo Quintanilla | Venancio Estrada           |             |
| Sara Corrales         | Laura Rojas                |             |
| Jesús Moré            | Mauricio Domínguez         |             |
| Jorge Luis Moreno     | Ignacio Pérez "Don Nacho"  |             |
| Dante Aguiar          | Daniel Cruz Guzmán         |             |
| Sachi Tamashiro       | Ernestina Guzmán           |             |
| Laura Vignatti        | Luisa Guzmán               |             |
| Julieta Grajales      | Sonia de Fierro            |             |
| Uriel del Toro        | Gabriel Rondón "El Cuervo" |             |
| Gary Centeno          | Gael Vargas                |             |
| Pakey Vázquez         | Perrón                     |             |
| Nahuel Escobar        | Fercho                     |             |
| Alejandra Lazcano     | Verónica Ramos             |             |
| Rodolfo Valdés        | Fernando                   |             |
| Mayra Batalla         | Ramona Muñoz               |             |
| Fernando Cuautle      | Morrillo                   |             |
| Ana Pau Castell       | Susana Méndez              |             |
| Alfredo Gatica        |                            |             |
| Jorge Luis Vázquez    |                            |             |
| Mario Alberto Monroy  | Marco                      |             |
| Pablo Astiazarán      |                            |             |

### Mellékszereplők
| Színész               | Szereplő       | Magyar hang |
| --------------------- | -------------- | ----------- |
| Cristián de la Fuente | Juan José Cruz |             |
| Aldo Lira             | Ivancito       |             |
| Carlos Pohls          | Bernardo       |             |
| Ezequiel Cardenas     | Doktor         |             |
| Joanydka Mariel       | Amparo         |             |
| Jonathan Ontiveros    | Facundo        |             |
| Luis Ernesto Verdín   | Marlin         |             |
| Mar Arostegui         | Karen Carmona  |             |
| Renata Zalvidea       | Olga Piñeros   |             |

## Fejlesztés
2024. május 9-én a Telemundo bejelentette, hogy fejlesztés alatt áll a Señora Acero újragondolt változata, Perseguida munkacímmel. A forgatás 2024. október 24-én kezdődött, ekkor jelentették be a sorozat végleges címét is: La Jefa. Ugyanezen a napon a szereplőgárdát is nyilvánosságra hozták.

## Évados áttekinés
| Évad | Évad | Epizódok száma | Eredeti sugárzás  | Eredeti sugárzás | Eredeti sugárzás | Magyar sugárzás | Magyar sugárzás | Magyar sugárzás |
| Évad | Évad | Epizódok száma | Évadpremier       | Évadfinálé       | Eredeti adó      | Évadpremier     | Évadfinálé      | Magyar adó      |
| ---- | ---- | -------------- | ----------------- | ---------------- | ---------------- | --------------- | --------------- | --------------- |
|      | 1.   | 95             | 2025. február 18. | 2025. július 11. |                  |                 |                 |                 |

## Külső hivatkozások
- La jefa az Internet Movie Database oldalon (angolul)